# Cresnevo
Cresnevo (em macedônio/macedónio:  Црешнево) é uma vila no município de Makedonski Brod, na Macedônia do Norte.

## Demografia
Segundo o censo de 2002, a aldeia tinha um total de 169 habitantes. Grupos étnicos na aldeia incluem: 
- Macedônios 168
- Sérvios 1